# Defrișare

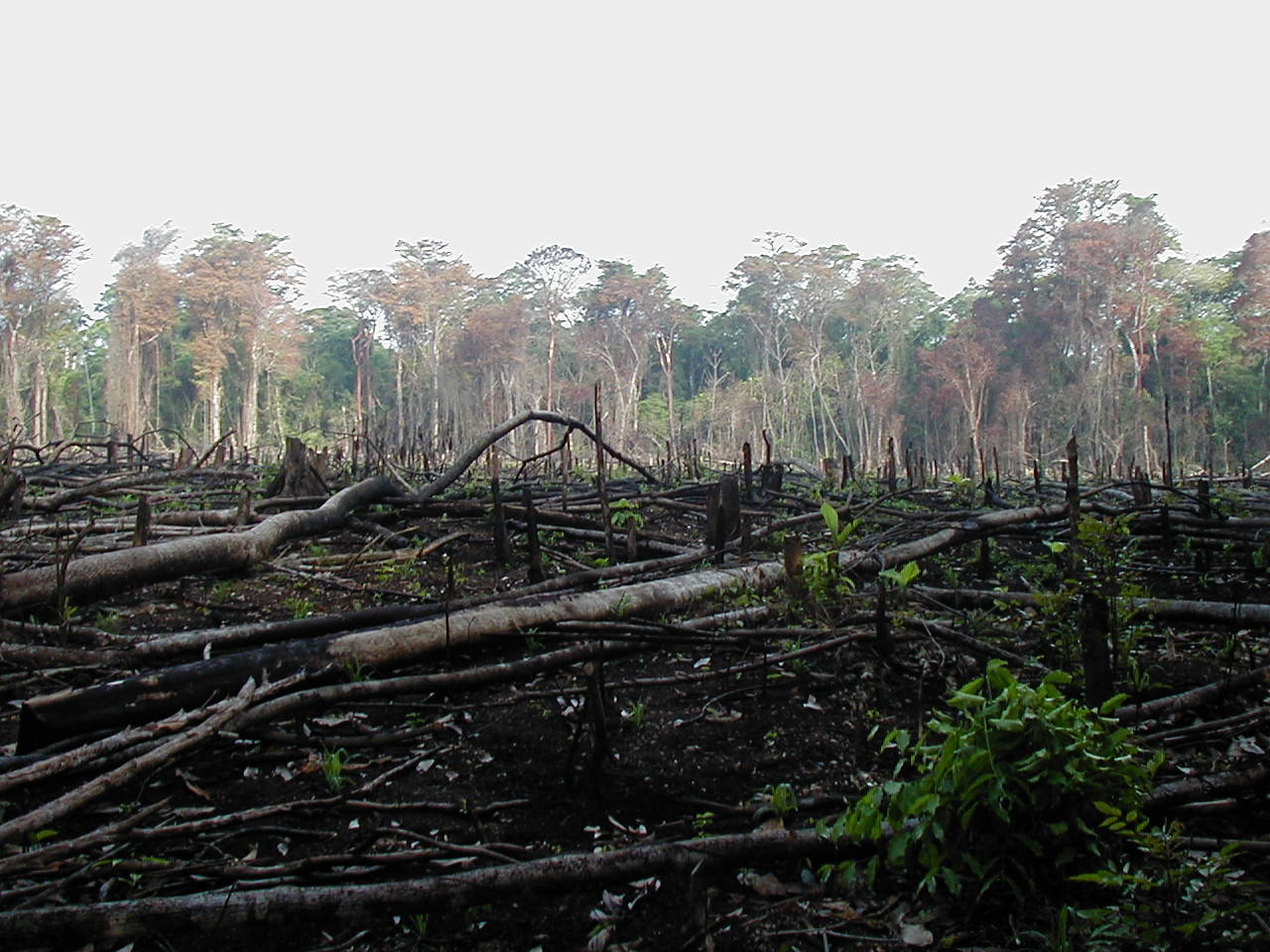
Junglă arsă pentru agricultură în sudul Mexicului.

Defrișarea sau despădurirea constă în îndepărtarea totală a vegetației lemnoase forestiere de pe o anumită suprafață, fără a fi urmată de regenerarea acesteia, incluzând scoaterea și îndepărtarea radacinilor și arbuștilor, cu schimbarea folosinței și a destinației terenului.
Înlăturare completă a pădurilor pe o anumită suprafață, prin tăierea lor, se face în scopul folosirii terenului în alte scopuri (agricultură, pășunat, construcții) sau utilizării materialul lemnos.  Rata despăduririlor este ridicată mai ales la tropice, unde slaba calitate a solului a dus la practicarea defrișării pentru a face disponibile noi terenuri pentru agricultură. Defrișarea irațională conduce la crearea unor mari dezechilibre în natură prin modificarea regimului de precipitații (secetă), al mișcării curenților de aer, degradarea și eroziunea solurilor, apariția de inundații, pierderea biodiversității, din cauza extincției speciilor de plante și animale și la creșterea cantității de dioxid de carbon din atmosferă cu apariția efectului de seră. Mai multe țări au inițiat proiecte de împădurire sau reîmpădurire pentru a combate efectele despăduririlor sau pentru a crește cantitatea de lemn disponibil.
Un loc despădurit prin defrișare care este folosit ca pășune montană poartă denumirea de curătură sau de runc.

## Cauze
Conform Convenției-Cadru a Națiunilor Unite aspura Schimbărilor Climatice, principala cauză a defrișărilor este agricultura. Agricultura de subzistență este responsabilă de 48% din defrișări; agricultura comercială este responsabilă de 32% din defrișări; exploatarea forestieră este responsabilă de 14% din defrișări, dintre care 5% este pentru combustibil.
Experții nu sunt de acord dacă exploatarea forestieră industrială are o contribuție importantă la defrișarea globală. Unii susțin că oamenii săraci au mai multe șanse să defrișeze pădurea pentru că nu au alternative, alții că săracii nu au capacitatea de a plăti pentru materialele și forța de muncă necesare pentru defrișarea pădurii.
Alte cauze ale defrișărilor contemporane pot include corupția instituțiilor guvernamentale, distribuția inechitabilă a bogăției și puterii, creșterea populației, suprapopularea și urbanizarea.
O altă cauză a defrișărilor sunt schimbările climatice. 23% din pierderile de arbori sunt cauzate de incendii, iar schimbările climatice cresc frecvența și puterea acestora. Creșterea temperaturilor provoacă incendii masive în special în pădurile boreale.

## Defrișările în albiile majore ale albiilor cursurilor de apă
Defrișarea vegetației din albia majoră a râurilor are ca efect sporirea vitezei de scurgere și ca urmare o reducere a nivelului apei la același nivel, ceea ce local, duce la reducerea inundabilității. Aceasta are însă ca efect reducerea efectului de atenuare a undelor de viitură în aval și, drept consecință, agravează efectul viiturilor din aval. Pe de altă parte, pădurile din albiile majore ale râurilor împiedecă sau reduc modificările traseului albiei minore. De aceea, defrișarea pădurilor de luncă din albiile majore ale râurile trebuie făcută doar după o atentă evaluare a efectului defrișărilor, pentru a evita ca efectele negative din aval să nu depășească, uneori în mod considerabil efectele pozitive locale, care adesea sunt foarte discutabile.
În ceea ce privește copacii care adeseori cresc pe malul albiei minore, care nu pot fi desemnați ca o pădure, ei reprezentând mai degrabă o lizieră, aceștia au un rol esențial în menținerea stagilității albiei minore și menținerea lor este obligatorie, cu excepția cazurilor în care prin amenajări hidrotehnice se urmărește modificarea traseului albiei minore.